# Вилялба дел Алкор
Вилялба дел Алкор (на испански: Villalba del Alcor) е населено място и община в Испания. Намира се в провинция Уелва, в състава на автономната област Андалусия. Общината влиза в състава на района (комарка) Ел Кондадо. Заема площ от 62 km². Населението му е 3465 души (по преброяване от 2010 г.). Разстоянието до административния център на провинцията е 50 km.

## Демография
| 1996 | 1998 | 1999 | 2000 | 2001 | 2002 | 2003 | 2004 | 2005 | 2006 |
| ---- | ---- | ---- | ---- | ---- | ---- | ---- | ---- | ---- | ---- |
| 3618 | 3587 | 3589 | 3604 | 3530 | 3520 | 3475 | 3439 | 3420 | 3445 |